# Campionat del Món de bàsquet femení
El Campionat del Món de basquetbol femení (nom oficial en anglès: FIBA Women's Basketball World Cup) és la màxima competició mundial de bàsquet femení, juntament amb els Jocs Olímpics, per a seleccions estatals. La competició és organitzada per la FIBA i es disputa cada quatre anys des de 1953. El guanyador de la competició és declarat campió del Món i té dret a participar als Jocs Olímpics i aconsegueix la classificació directa per la propera edició del Campionat del Món.
Estats Units és la selecció que ha guanyat més vegades de la competició amb onze títols, quatre de forma consecutiva entre 2010 i 2022. La Unió Soviètica fou la primera selecció que dominà amb sis títols. cinc de forma consecutiva entre 1959 i 1975. Les altres seleccions que han guanyat el campionat són Brasil (1994) i Austràlia (2006). La selecció espanyola s'ha proclamat subcampiona el 2014 i ha aconseguit dues medalles de bronze (2010, 2018) 

## Historial
| En negreta = Selecció campiona (prò.) = Pròrroga |

| I     | 1953 | Estats Units   | lligueta | Xile            | França         | lligueta | Brasil            | Xile            | [ 2 ] |
| II    | 1957 | Estats Units   | lligueta | Unió Soviètica  | Txecoslovàquia | lligueta | Brasil            | Brasil          | [ 2 ] |
| III   | 1959 | Unió Soviètica | lligueta | Bulgària        | Txecoslovàquia | lligueta | Iugoslàvia        | Unió Soviètica  | [ 2 ] |
| IV    | 1964 | Unió Soviètica | lligueta | Txecoslovàquia  | Bulgària       | lligueta | Estats Units      | Perú            | [ 2 ] |
| V     | 1967 | Unió Soviètica | lligueta | Corea del Sud   | Txecoslovàquia | lligueta | Alemanya Oriental | Txecoslovàquia  | [ 2 ] |
| VI    | 1971 | Unió Soviètica | lligueta | Txecoslovàquia  | Brasil         | lligueta | Corea del Sud     | Brasil          | [ 2 ] |
| VII   | 1975 | Unió Soviètica | lligueta | Japó            | Txecoslovàquia | lligueta | Itàlia            | Colòmbia        | [ 2 ] |
| VIII  | 1979 | Estats Units   | lligueta | Corea del Sud   | Canadà         | lligueta | Austràlia         | Corea del Sud   | [ 2 ] |
| IX    | 1983 | Unió Soviètica | 84–82    | Estats Units    | Xina           | 71–63    | Corea del Sud     | Brasil          | [ 2 ] |
| X     | 1986 | Estats Units   | 108–88   | Unió Soviètica  | Canadà         | 64–59    | Txecoslovàquia    | Unió Soviètica  | [ 2 ] |
| XI    | 1990 | Estats Units   | 88-78    | Iugoslàvia      | Cuba           | 83–61    | Txecoslovàquia    | Malàisia        | [ 2 ] |
| XII   | 1994 | Brasil         | 96–84    | Xina            | Estats Units   | 100–95   | Austràlia         | Austràlia       | [ 2 ] |
| XIII  | 1998 | Estats Units   | 71–65    | Rússia          | Austràlia      | 72–67    | Brasil            | Alemanya        | [ 2 ] |
| XIV   | 2002 | Estats Units   | 79–74    | Rússia          | Austràlia      | 91–63    | Corea del Sud     | Xina            | [ 2 ] |
| XV    | 2006 | Austràlia      | 91–74    | Rússia          | Estats Units   | 99–59    | Brasil            | Brasil          | [ 2 ] |
| XVI   | 2010 | Estats Units   | 89–69    | República Txeca | Espanya        | 77–68    | Belarús           | República Txeca | [ 3 ] |
| XVII  | 2014 | Estats Units   | 77–64    | Espanya         | Austràlia      | 74–44    | Turquia           | Turquia         | [ 1 ] |
| XVIII | 2018 | Estats Units   | 73–56    | Austràlia       | Espanya        | 67–60    | Bèlgica           | Espanya         | [ 4 ] |
| XIX   | 2022 | Estats Units   | 83–61    | Xina            | Austràlia      | 95–65    | Canadà            | Austràlia       |       |

## Medaller històric
| Unió Soviètica = Seleccions desaparegudes Dades actualitzades el febrer de 2024 |

| #  | Selecció nacional | Or | Argent | Bronze | Total |
| -- | ----------------- | -- | ------ | ------ | ----- |
| 1  | Estats Units      | 11 | 1      | 2      | 14    |
| 2  | Unió Soviètica    | 6  | 2      | 0      | 8     |
| 3  | Austràlia         | 1  | 1      | 4      | 6     |
| 4  | Brasil            | 1  | 0      | 1      | 2     |
| 5  | Rússia            | 0  | 3      | 0      | 3     |
| 6  | Txecoslovàquia    | 0  | 2      | 4      | 6     |
| 7  | Corea del Sud     | 0  | 2      | 0      | 2     |
| 8  | Xina              | 0  | 2      | 1      | 3     |
| 9  | Espanya           | 0  | 1      | 2      | 3     |
| 10 | Bulgària          | 0  | 1      | 1      | 2     |
| 11 | Iugoslàvia        | 0  | 1      | 0      | 1     |
| 11 | Japó              | 0  | 1      | 0      | 1     |
| 11 | República Txeca   | 0  | 1      | 0      | 1     |
| 11 | Xile              | 0  | 1      | 0      | 1     |
| 15 | Canadà            | 0  | 0      | 2      | 2     |
| 16 | Cuba              | 0  | 0      | 1      | 1     |
| 16 | França            | 0  | 0      | 1      | 1     |

## Premis individuals

### Premi MVP del Campionat
| Edició | Any  | Jugadora         | Posició | refs. |
| ------ | ---- | ---------------- | ------- | ----- |
| XIV    | 2002 | Lisa Leslie      |         |       |
| XV     | 2006 | Penny Taylor-Gil |         |       |
| XVI    | 2010 | Hana Horáková    | Base    |       |
| XVII   | 2014 | Maya Moore       | Pivot   | [ 5 ] |
| XVIII  | 2018 | Breanna Stewart  | Aler    | [ 6 ] |
| XIX    | 2022 | A'ja Wilson      | Aler    | [ 7 ] |

### Quintet ideal
| En negreta = MVP del Campionat Dades actualitzades el febrer de 2024 |

| Edició | Any  | Equip ideal     | Equip ideal     | Equip ideal     | Equip ideal      | Equip ideal      | refs. |
| ------ | ---- | --------------- | --------------- | --------------- | ---------------- | ---------------- | ----- |
| XIV    | 2002 | Shannon Johnson | Amaya Valdemoro | Elena Baranova  | Lisa Leslie      | Lauren Jackson   |       |
| XV     | 2006 |                 |                 |                 |                  |                  |       |
| XVI    | 2010 | Hana Horáková   | Diana Taurasi   | Eva Vítečková   | Sancho Lyttle    | Yelena Leuchanka |       |
| XVII   | 2014 | Maya Moore      | Alba Torrens    | Brittney Griner | Sancho Lyttle    | Penny Taylor     | [ 5 ] |
| XVIII  | 2018 | Breanna Stewart | Diana Taurasi   | Astou Ndour     | Emma Meesseman   | Liz Cambage      | [ 6 ] |
| XIX    | 2022 | A'ja Wilson     | Breanna Stewart | Han Xu          | Bridget Carleton | Steph Talbot     | [ 7 ] |

## Estadístiques
| PPP = Punts per partit RBP = Rebots per partit APP = Assistències per partit |

| Any  | Màxima anotadora  | Màxima anotadora | Rebots           | Rebots | Assistències     | Assistències | refs. |
| Any  | Nom               | PPP              | Nom              | RBP    | Nom              | APP          | refs. |
| ---- | ----------------- | ---------------- | ---------------- | ------ | ---------------- | ------------ | ----- |
| 1967 |                   |                  |                  |        |                  |              |       |
| 1971 |                   |                  |                  |        |                  |              |       |
| 1975 |                   |                  |                  |        |                  |              |       |
| 1979 |                   |                  |                  |        |                  |              |       |
| 1983 |                   |                  |                  |        |                  |              |       |
| 1986 |                   |                  |                  |        |                  |              |       |
| 1990 |                   |                  |                  |        |                  |              |       |
| 1994 |                   |                  |                  |        |                  |              |       |
| 1998 | Janeth Dos Santos | 20,2             | Iris Ferazzoli   | 11,8   | Joo Weon Chun    | 6,2          |       |
| 2002 | Lauren Jackson    | 23,1             | Elena Baranova   | 11,0   | Kaori Kusuda     | 4,8          |       |
| 2006 | Lauren Jackson    | 21,3             | Kwe Ryong Kim    | 9,2    | Itoro Umoh       | 5,6          |       |
| 2010 | Yuko Oga          | 19,1             | Erika de Souza   | 12,0   | Asami Yoshida    | 4,6          | [ 8 ] |
| 2014 | Sancho Lyttle     | 18,2             | Yelena Leuchanka | 13     | Ineidis Casanova | 5,8          | [ 8 ] |
| 2018 | Liz Cambage       | 23,8             | Emma Meesseman   | 10,7   | Julie Allemand   | 8,2          | [ 6 ] |
| 2022 | Arella Guirantes  | 18,2             | Sika Kone        | 11,8   | Yvonne Anderson  | 6,5          | [ 7 ] |